# 컵케이크
컵케이크(cupcake)는 작은 케이크를 뜻한다.
몇몇은 컵케이크를 빵의 일종이라고 인식하는 경우가 종종 있으나 사실은 케이크의 일종이다.
보통의 케이크와 마찬가지로, 오늘날의 컵케이크는 스프링클 같은 케이크 장식으로 장식되며, 냉동이 된다. 머핀은 컵케이크의 일종이며, 서구에서 컵케이크는 보통 아이들의 학급 잔치 등의 축하 의식에 내놓는다. 또한, 오후의 차 마시는 시간에 차와 곁들여 먹기도 한다. 보통의 케이크와는 달리 크기가 작으므로, 한 사람이 먹기에 적당하고, 주방도구를 사용해 자를 필요가 없다.
컵케이크는 주로 케이크처럼 버터, 설탕, 달걀, 밀가루 등의 재료로 만든다. 버터가 없을 경우 마가린, 크림 치즈, 식용유로 대체할 수도 있다.
머핀과 컵케이크는 비슷한 형태이지만 다른 음식이다. 머핀은 반죽에 견과류나 건포도와 같이 건조된 과일류, 혹은 잼이나 초콜릿 칩 등을 넣고 함께 굽는다. 이와 달리, 대부분의 컵케이크 반죽물에는 추가적인 재료가 들어가지 않는다. 구운 컵케이크 위에 생크림이나 녹인 초콜릿을 발라 먹기도 하는데, 대부분 크림, 버터, 설탕, 약간의 우유 등을 넣고 섞은 아이싱과 함께 과일, 견과류, 초콜릿 등을 얹어 먹는다. 요즘에는 치즈로 컵케이크를 만들기도 한다.

## 역사
이름 "컵" 케이크 혹은 "계량"(measure) 케이크라는 이름은 표준 크기의 컵을 가지고 요리 재료를 계량한 데서 비롯된 것이라고 할 수 있다.
빅토리아 스폰지 케이크의 크기만 작은 버전으로서 컵케이크를 만드는 것도 가능하다. 혼합할 요리 재료는 거의 똑같다. 이것은 쿼터 케이크(quarter cake) 요리법과 동일하다. 쿼터 케이크라고 불리는 이유는 네 가지 재료 (효모 없는 버터, 밀가루, 달걀, 카스터, 설탕 등)를 동일한 비율로 섞기 때문이다.

## 같이 보기
- 티케이크
- 롤케이크
- 케이크
- 머핀